# Haworth, Oklahoma
Haworth är en ort i McCurtain County i Oklahoma i USA. Den hade en befolkning på 354 invånare 2019. 
När Haworth grundades på 1830-talet låg det i Red River County, som var en del av distriktet Apukshunnubbee i Choctawnationen.

## Skolor
I Haworth finns ett gymnasium

## Historik
Området mättes in som den blivande staden Harrington av choctawernas ortslokaliseringskommission, lokaliserad utmed Arkansas and Choctaw Railroad (senare St. Louis and San Francisco Railway), vilken då anlades genom det framtida McCurtain County. Platsen låg omkring 15 kilometer väster om gränsen till Arkansas, 16 kilometer norr om Red River och 19 kilometer sydväst om Purnell (senare Idabel).
1,5 kilometer sydväst om den planerade staden låg handelsstationen Norwood. Där fanns ett postkontor 1902–1906. Handelsstationen förlorade dock i betydelse med järnvägens dragning, och ett postkontor öppnades i stället i Harrington, då omdöpt till Haworth. Det nya namnet kom från efternamnet till en tjänsteman vid järnvägsbolaget. 
År 1903 godkändes orten som "town", men dess utveckling kom igång först efter det att Oklahoma blivit delstat 1907. Ortens ekonomi baserades på skogsavverkning av ek, hickory och tall.
Bomull var den största avsaluslaget i traktens jordbruket i trakten. Bomullen rensades i Haworth. Staden utvecklades, till exempel kompletterades den första skolan i timmer från 1906 med en tvåvånings tegelbyggnad 1911. Under 1920-talet blomstrade orten, men föll tillbaka efter det att det mesta av urskogen skördats. Bomullsodlingen blev också olönsam, och många företag slog igen under Den stora depressionen på 1930-talet. Befolkningen var som störst 800 invånare.